# Luis Rubiños
Luis Rubiños Cerna (Trujillo, 1940. december 31. –) válogatott perui labdarúgó, kapus.

## Pályafutása

### Klubcsapatban
1961–62-ben a Sporting Cristal, 1963-ban a Defensor Lima, 1964 és 1974 között ismét a Sporting, 1974-ben az Universitario, 1975–76-ban a Carlos Mannucci, 1977-ben újra az Universitario labdarúgója volt. A Sportinggal négy, az Universitario csapatával egy bajnoki címet nyert.

### A válogatottban
1963 és 1972 között 38 alkalommal szerepelt a perui válogatottban. Részt vett az 1970-es mexikói világbajnokságon.

## Sikerei, díjai
Sporting Cristal
- Perui bajnokság
  - bajnok (4): 1961, 1968, 1970, 1972

 Universitario
- Perui bajnokság
  - bajnok: 1974